# Elwro 442LC Jacek

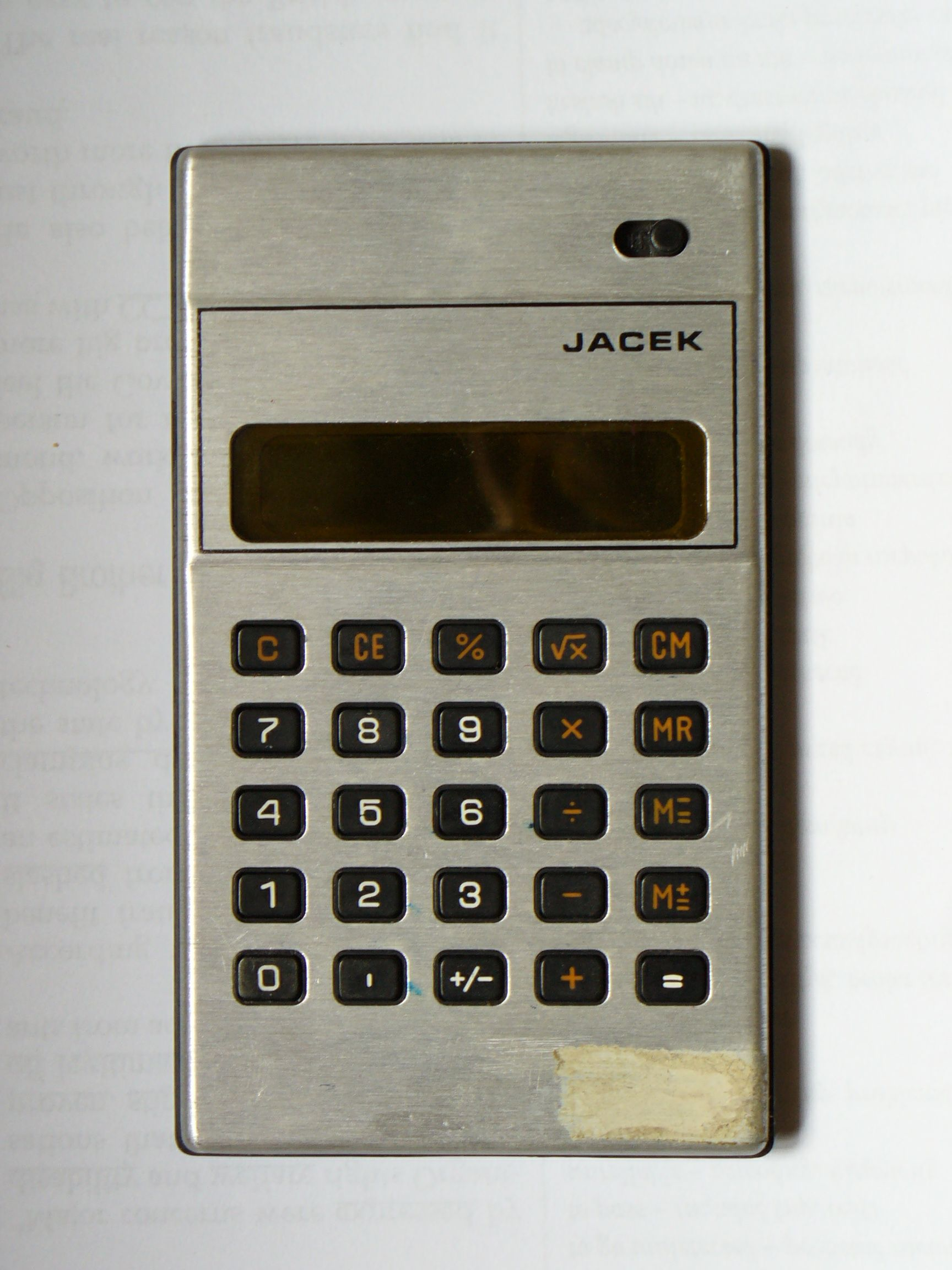
Elwro 442LC Jacek

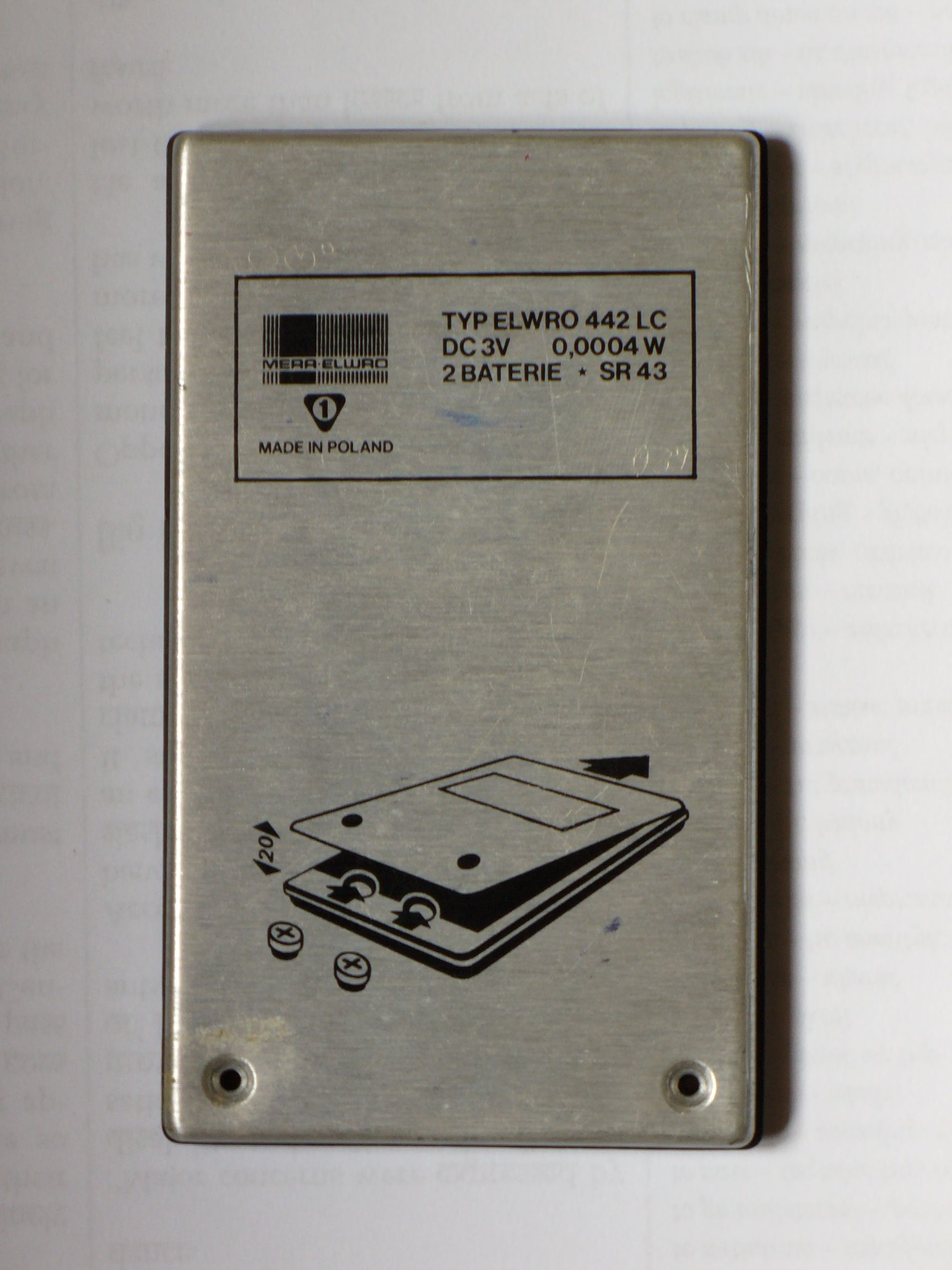
Ścianka tylna

Elwro 442LC Jacek – jeden z pierwszych polskich kalkulatorów kieszonkowych z wyświetlaczem ciekłokrystalicznym, produkowany przez Wrocławskie Zakłady Elektroniczne Mera-Elwro.

## Funkcjonalność

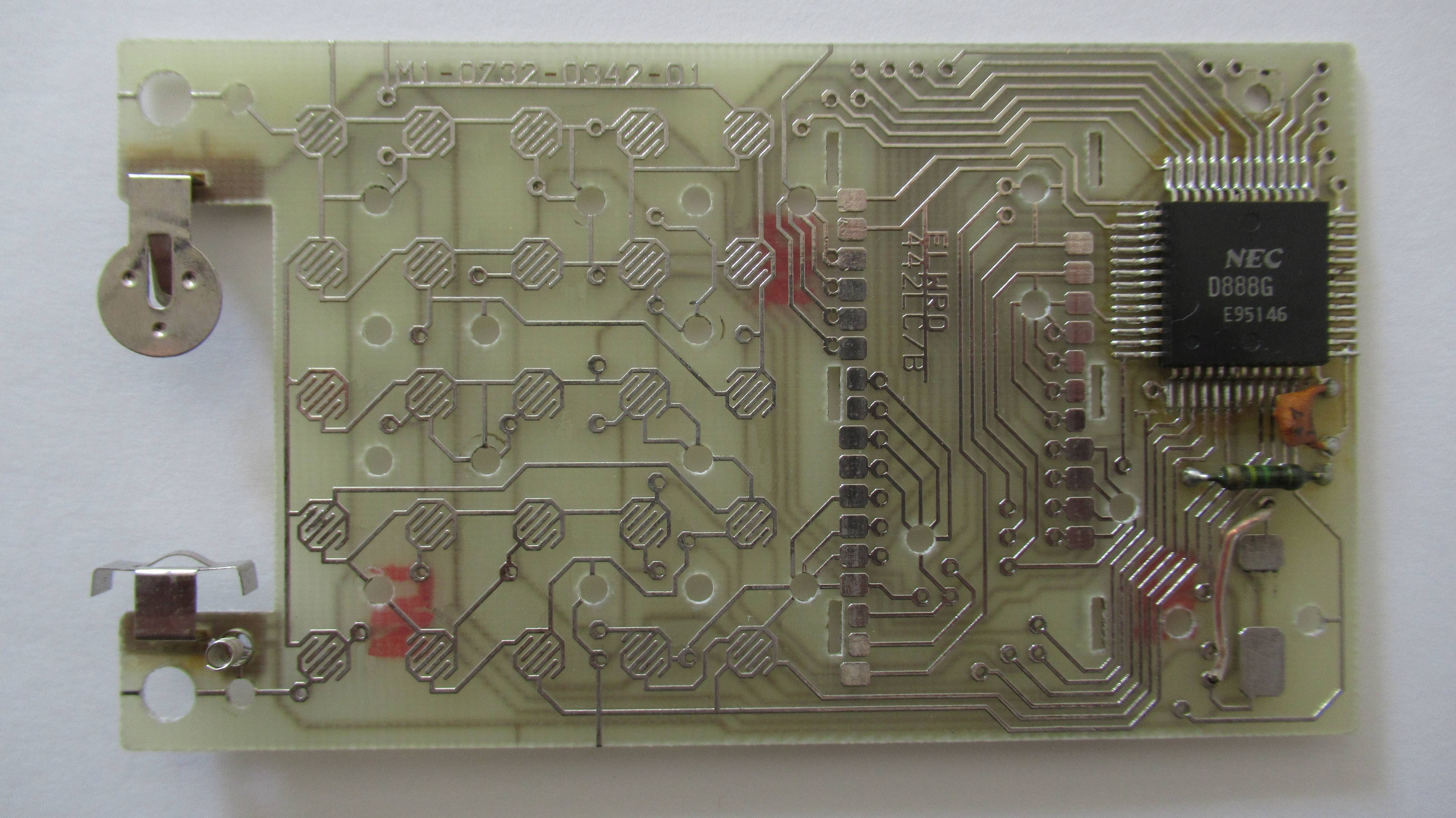
Płytka kalkulatora

Cztery podstawowe działania, pamięć sumująca (M+, M-, MR, MC), obliczanie pierwiastka kwadratowego, obliczanie procentów, zmiana znaku.
Sercem kalkulatora jest układ scalony firmy NEC Corporation – D888G współpracujący z monochromatycznym wyświetlaczem ciekłokrystalicznym typu RPYD-01 firmy Unitra-Dolam. Zasilanie – 2 baterie pastylkowe 1,5 V R43 (R1142). Klawiatura membranowa (membranki z metalu napylonego na tworzywo sztuczne), 25 klawiszy wykonanych techniką wtrysku napisów z tworzywa o innym kolorze (nieścieralne). Obudowa metalowa w wersjach czarnej lub srebrnej. Mechaniczny wyłącznik zasilania.